# Mas Blanc
Mas Blanc o Andolfa es un núcleo de población del municipio de Benabarre, comarca de la Ribagorza, provincia de Huesca, Aragón, España.

## Geografía
Se encuentra a los pies de la sierra de San Quílez, en el plá, a 789 m s. n. m.

## Toponimia
Aparece documentada en sus primeras menciones las Casas de Andolfa. En 1873 empieza a llamarse simplemente Andolfa, su origen puede estar en el antropónimo godo, o también puede haberse originado del árabe Ad Dilfá: adelfa.
El topónimo de Mas Blanc se debe a que el edificio principal es una masía y de color blanco, se empezó a utilizar en 1900.

## Historia
Fue parte del municipio de Pilzán hasta 1972, cuando pasó al de Benabarre al desaparecer Pilzán como municipio independiente.

## Lugares de interés

### Capilla de la Virgen de las Nieves
Es una capilla de única nave y rectangular. Cuenta con un pequeño cementerio adosado.